# 防御空间
防御空间（英語：Defensible space，又译防卫空间、可防御空间、可防卫空间、防御性空间）是建筑师和城市規劃師奥斯卡·纽曼（Oscar Newman）提出的有关预防犯罪和社区安全的理论。纽曼认为，建筑和环境设计在增加或减少犯罪方面起着至关重要的作用。该理论在1970年代初发展起来，他在1972年写了关于该主题的第一本书《防御空间》。该书记载了来自纽约的一项研究，研究指出，和较低矮的公營住宅相比，高层公寓楼的犯罪率更高。他总结说，这是因为居民认为自己无法控制这么多人居住的区域，或对它没有个人责任。整个研究过程中，纽曼专注于解释他的关于社区设计的社会控制、犯罪預防和公众健康方面的理念。

## 理论
纽曼在《创造防御空间的设计准则》（Design Guidelines for Creating Defensible Space）一书中定义，防御空间是“一种居住环境，其物理特征（建筑布局和场地平面）可让居民自身成为确保其安全的关键人物”。他继续解释道，只有居民有意担当这一角色，住宅小区才是可防御的，而这是由良好的设计决定的：“因此，防御空间是一种社会物理现象”，纽曼说。社会和物质元素都是成功的防御空间的一部分。
该理论认为，当人们对社区的一部分有拥有归属感和责任感时，该区域就更安全。纽曼断言，当一个区域中处处都有所属并由其负责方照顾时，“罪犯会被隔离，因为他的地盘没了”。如果入侵者感受到的是一个警惕的社区，他就会感到无法肆意犯罪。其理念是可以通过環境設計控制和减少犯罪。
防御空间由五个因素构成：
1. 领域性（Territoriality）：住所神圣不可侵犯的理念
2. 自然监视（Natural surveillance）：区域的物理特征与居民观看正在发生的事的能力之间的联系
3. 印象（Image）：物理设计赋予安全感的能力
4. 周围环境（Milieu）：可能影响安全性的其他特征，例如靠近警察局或繁忙的商业区
5. 安全的毗连区（Safe Adjoining Areas）：为了更高的安全性，居民可以通过设计毗邻区域获得毗连区更好的监视能力

## 目的
物理特征的目的是在社区成员中营造一种领域感，从而确保为关注它的人们提供安全的生活环境。防御空间与居住和社区空间的层次结构紧密结合。根据该理论，引起领域感的住宅小区是“对犯罪和破坏活动的最大威慑”。住房的分组方式应使成员感到互惠互利。此外，为了制止犯罪，应该定义功能区域，定义活动路径，户外区域应与房屋毗邻，室内空间应在视觉上提供对外部区域的密切监视。
纽曼认为，通过良好的设计，人们应感到自己不仅有权利知道周围环境发生了什么，而且有责任这样做。任何入侵者都应该能够感知到监视社区的存在，并且完全避免这种情况。犯罪分子会担忧居民看到自己进入后会质疑自己的行为。这在无法负担专业邻里监督组织（neighborhood watch）的社区中非常有效。
防御空间理论适用于各种规划的空间。从低密度住宅到高层住宅，其关键是开发一个公共区域，居民可以在其中“扩展房屋和有责任感的区域的范围”。交通路径和共用的出入口也是可防御设计的重要方面。居民还必须感到有必要将保护财产的态度扩展到其财产与城市街道和周围环境相连接的地方。私有财产和社区空间之间的交界地带也应得到类似的保护。
纽曼创建防御空间原则的目的是使社区居民能够控制他们过去认为无法管理的公共空間。实际上，居民会保护自己的区域使之免受犯罪侵扰，就像他们会保护自己的私有财产一样。

### 原则
奥斯卡·纽曼在《创造防御空间的设计准则》中提到的设计防御空间的五项基本原则如下：
1. 根据年龄、生活方式、社交倾向、背景、收入和家庭结构，给不同的居民分配他们最能利用和控制的特定环境。
2. 住宅区内的空间的领域定义，以反映特定居民施加影响的区域。居住环境应细分为相邻居民能容易地采取保护财产的态度的区域。
3. 住宅内外部空间的连结以及窗户的布置，使居民能够自然地观察其居住环境的内外部公共区域，以及分配给他们使用的区域。
4. 住宅——其入口和便民设施——与城市街道毗邻布置，以便将街道纳入居住环境的影响范围内。
5. 采用避免将特性污名化的建筑形式和用语，污名化会使其他人感到特定居民群体脆弱、孤立。

为了建立防御空间社区，应该将居住区细分为类似家庭的较小实体以加强控制。与较大的社区相比，较小的家庭群体中更容易承担该地区的责任。较小的群体更频繁地使用适合他们的区域。空间中的活动数量增加了，随之而来的就会是归属感和保护财产的需要。相反，当较大的群体使用社区空间时，无人可以控制该区域，因此关于其允许的用途的协议通常会引起争议。

## 今天
从出现起到1980年代，防御空间理论在城市设计中大受欢迎。他的一些基本思想目前仍被设计者考虑，并且当代所有有关犯罪与房屋设计之间关系的方法和讨论都以纽曼的理论作为重要参考。尽管其原始理论在1980年代作了修改，纽曼的基本原理仍然存在于设计中，并被美國住房及城市發展部用作“既是一个犯罪学概念，也是一种用于增强我们国家的生活质量的已证实的策略”。

## 流行文化中
在HBO迷你剧《黑色乌托邦》（Show Me a Hero）中，纽曼是一个经常出现的角色，他向Sand法官阐述了他的防御空间理论，当时他们正计划在纽约扬克斯安排200套新的、消除种族隔离的公共住房。